# Lagrangeovská formulace mechaniky
Lagrangeovská formulace mechaniky představuje formulaci mechaniky vyvinutou pro popis systému hmotných bodů. Tato formulace zavádí Lagrangeovu funkci, což je skalární funkce, ze které lze obecně odvodit všechny pohybové rovnice najednou. Řešení mechanické úlohy v Lagrangeově formulaci se zabývá zejména nalezením této funkce. Pokud je Lagrangeova funkce pro úlohu známa, při zadaných počátečních podmínkách je časový vývoj fyzikálního systému určen jednoznačně.
Tato formulace mechaniky byla důležitým článkem ve vývoji fyziky, protože zjednodušuje celý fyzikální systém na jedinou funkci, která jednoznačně popisuje jeho geometrii a působící síly. Na Lagrangeovské formulaci byla vybudována pokročilejší Hamiltonovská formulace mechaniky. Koncept Lagrangeovy funkce je dodnes používaný v mnoha oborech moderní fyziky, například ve Standardním modelu částicové fyziky či obecné teorii relativity.
Na rozdíl od Newtonovské mechaniky nejsou používány kartézské souřadnice, ale pro každou úlohu jsou na základě její geometrie (a mechanických vazeb, kterým jsou hmotné body podrobeny) zvoleny souřadnice, které všechny konfigurace plně popisují a zároveň jich je optimální počet. Tyto nové souřadnice se nazývají zobecněné souřadnice. Potřebný počet zobecněných souřadnic {\displaystyle N} pro úlohu je 
{\displaystyle N=D\cdot n-v},
kde {\displaystyle D} je dimenze prostoru (obvykle 2 nebo 3), {\displaystyle n} je počet hmotných bodů a {\displaystyle v} je počet vazeb.
Hlavním předmětem zájmu této formulace mechaniky je zápis a řešení mechanických úloh pomocí tzv. Lagrangeových rovnic  I.a II. druhu.

## Lagrangeova rovnice I. druhu
Zápis úlohy pomocí této rovnice je pouhou přeformulací Newtonovské mechaniky. Nepracuje se zobecněnými souřadnicemi, ale s kartézskými. Jedná se o pouhé přizpůsobení formulace úlohy tak, aby mechanické vazby měly co nejpřímočařejší vyjádření v Newtonových pohybových rovnicích. Mějme Newtonovu pohybovou rovnici v obvyklém tvaru
{\displaystyle m{\ddot {x}}_{i}=F_{i}\left(x^{j},{\dot {x}}^{j},t\right)}, kde {\displaystyle i,j=1,2,3}
Dále mějme holonomní a oboustrannou vazbu zapsanou implicitně
{\displaystyle \phi \left(x^{j},t\right)=0}.
Například pro pohyb po kružnici poloměru {\displaystyle l} by vazba nabývala tvaru {\displaystyle x^{2}+y^{2}-l^{2}=0}. Nyní stačí do Newtonova vzorce zahrnout sílu, kterou vazba působí na bod. Síla, kterou vazba může působit, můžeme přirozeně rozdělit na normálovou složku {\displaystyle \lambda {\frac {\partial \phi }{\partial x^{i}}}} a tečnou složku {\displaystyle T_{i}}.
{\displaystyle T_{i}} může obecně působit ve směru pohybu hmotného bodu a může tak ovlivňovat energii systému. {\displaystyle \lambda } je skalár obecně závislý na poloze, rychlosti i na čase a vyjadřuje velikost normálové síly. Parciální derivace vazby určuje směr normálové síly. Tuto sílu volíme v takovém speciálním tvaru, protože pak je zaručeno, že bude mít normálový směr (tedy kolmá na vazbu). Protože je tato síla vždy kolmá na směr pohybu částice, nemůže tak konat práci a energii hmotného bodu neovlivňuje. Můžeme tedy napsat Newtonovu rovnici s přidanými členy, což je právě Lagrangeova rovnice I. druhu.
{\displaystyle m{\ddot {x}}_{i}=F_{i}+T_{i}+\lambda {\frac {\partial \phi }{\partial x^{i}}}}
V čistě mechanických úlohách, kde pro povrch vazby zanedbáme tření, se často setkáváme s {\displaystyle T_{i}=0} (právě tření je obsaženo v tomto členu).
V obecném případě , kde máme {\displaystyle v} vazeb a {\displaystyle n} hmotných bodů (ve 3D) píšeme 
{\displaystyle m{\ddot {x}}_{i}=F_{i}+T_{i}+\sum \limits _{k=1}^{v}\lambda _{k}{\frac {\partial _{k}\phi }{\partial x^{i}}}}, kde {\displaystyle i=1,2,\dots ,3n}
{\displaystyle \phi _{k}\left(x^{1},\dots ,x^{3n},t\right)=0}, kde {\displaystyle k=1,2,\dots ,v}
Tyto rovnosti představují celkem {\displaystyle 3n+v} rovnic a přitom máme stejný počet neznámých {\displaystyle \lambda _{k}(t)} a {\displaystyle x^{i}(t)}. Úloha tak má (při existenci derivace vyjádření vazby) jednoznačné řešení.

## Lagrangeova rovnice II. druhu
Z Lagrangeovy funkce (někdy se nazývá též lagrangián) lze získat všechny rovnice pohybu  najednou dosazením do Lagrangeovy rovnice II. druhu
{\displaystyle {\frac {d}{dt}}\left({\frac {\partial L}{\partial {\dot {q}}_{i}}}\right)-{\frac {\partial L}{\partial q_{i}}}=0,~i=1,\dots ,N},
kde {\displaystyle i} je index odlišující jednotlivé zobecněné souřadnice (souhrně označené jako {\displaystyle q_{i}}) a {\displaystyle N} je celkový počet stupňů volnosti ze vzorečku výše. 
Pro každou hodnotu indexu {\displaystyle i} vznikne jedna diferenciální rovnice, která slouží jako rovnice pohybu. Při popisu systému pomocí {\displaystyle N} zobecněných souřadnic vznikne právě {\displaystyle N} pohybových rovnic, které určují vývoj systému (pokud jsou zadány počáteční podmínky).
Tato Lagrangeovy rovnice má stejný tvar jako Eulerova–Lagrangeova rovnice, ze zdánlivě nesouvisejícího oboru variačního počtu. Na této formální podobnosti je postaven Hamiltonův princip, který tvrdí, že trajektorie, která se ve fyzickém světě uskutečňuje, je řešením jisté variační úlohy. Právě skrze Hamiltonův princip je Lagrangeův formalismus užitečný i v moderní fyzice, protože jej lze výrazně zobecnit.

### Odvození
Vyjdeme z tvaru vyjádření kinetické energie newtonovy mechaniky (kinetickou energii označíme {\displaystyle T}). Standardní tvar {\displaystyle T={\frac {1}{2}}mv^{2}} rozepíšeme pomocí řetízkového pravidla do zobecněných souřadnic.
{\displaystyle T(t)={\frac {1}{2}}\sum \limits _{k=1}^{3n}m_{k}\left({\frac {dx_{k}}{dt}}\right)^{2}={\frac {1}{2}}\sum \limits _{k=1}^{3n}m_{k}\left({\frac {\partial x^{k}}{\partial q^{i}}}{\frac {dq^{i}}{dt}}+{\frac {\partial x^{k}}{\partial t}}\right)^{2}}
{\displaystyle T(q^{i},{\dot {q}}^{i},t)={\frac {1}{2}}\sum \limits _{k=1}^{3n}m_{k}\left({\frac {\partial x^{k}}{\partial q^{i}}}{\dot {q}}^{i}+{\frac {\partial x^{k}}{\partial t}}\right)^{2}}
Tento výraz pro kinetickou energii nyní zderivujeme vzhledem k zobecněným souřadnicím {\displaystyle q^{i}} a zobecněným rychlostem {\displaystyle {\dot {q}}^{i}}.
{\displaystyle {\frac {\partial T}{\partial {\dot {q}}^{j}}}=\sum \limits _{k=1}^{3n}m_{k}\left({\frac {\partial x^{k}}{\partial q^{i}}}{\dot {q}}^{i}+{\frac {\partial x^{k}}{\partial t}}\right){\frac {\partial x^{k}}{\partial q^{j}}}=\sum \limits _{k=1}^{3n}m_{k}{\frac {dx^{k}}{dt}}{\frac {\partial x^{k}}{\partial q^{j}}}}
{\displaystyle {\frac {\partial T}{\partial q^{j}}}=\sum \limits _{k=1}^{3n}m_{k}\left({\frac {\partial x^{k}}{\partial q^{i}}}{\dot {q}}^{i}+{\frac {\partial x^{k}}{\partial t}}\right)\left[{\frac {\partial }{\partial q^{l}}}\left({\frac {\partial x^{k}}{\partial q^{j}}}\right){\dot {q}}^{l}+{\frac {\partial }{\partial t}}\left({\frac {\partial x^{k}}{\partial q^{j}}}\right)\right]=\sum \limits _{k=1}^{3n}m_{k}{\frac {dx^{k}}{dt}}{\frac {d}{dt}}\left({\frac {\partial x^{k}}{\partial q^{j}}}\right)}
V druhé rovnosti bylo v obou řádcích zpětně použito řetízkové pravidlo.
Nyní už stačí jen dosadit spočtené výrazy do rovnice, která má stejný tvar jako lagrangeova rovnice.
{\displaystyle {\frac {d}{dt}}\left({\frac {\partial T}{\partial {\dot {q}}^{j}}}\right)-{\frac {\partial T}{\partial q^{j}}}=\sum \limits _{k=1}^{3n}m_{k}\left[{\frac {d^{2}x^{k}}{dt^{2}}}{\frac {\partial x^{k}}{\partial q^{j}}}+{\frac {dx^{k}}{dt}}{\frac {d}{dt}}\left({\frac {\partial x^{k}}{\partial q^{j}}}\right)-{\frac {dx^{k}}{dt}}{\frac {d}{dt}}\left({\frac {\partial x^{k}}{\partial q^{j}}}\right)\right]=\sum \limits _{k=1}^{3n}m_{k}{\frac {d^{2}x^{k}}{dt^{2}}}{\frac {\partial x^{k}}{\partial q^{j}}}=\sum \limits _{k=1}^{3n}F_{k}{\frac {\partial x^{k}}{\partial q^{j}}}}
Výraz na pravé straně se velmi podobá vyjádření celkové síly (ale v zobecněných souřadnicích). Zde si proto zadefinujeme zobecněnou sílu {\displaystyle Q_{j}} ve směru {\displaystyle j}-té zobecněné souřadnice jako
{\displaystyle \sum \limits _{k=1}^{3n}F_{k}{\frac {\partial x^{k}}{\partial q^{j}}}\equiv Q_{j}}.
Výsledná rovnice tak je
{\displaystyle {\frac {d}{dt}}\left({\frac {\partial T}{\partial {\dot {q}}^{j}}}\right)-{\frac {\partial T}{\partial q^{j}}}=Q_{j}}.
Pokud lze zobecněnou sílu vyjádřit pomocí potenciálu ve speciálním tvaru (takový potenciál se nazývá zobecněný potenciál)
{\displaystyle Q_{j}={\frac {d}{dt}}\left({\frac {\partial V}{\partial {\dot {q}}^{j}}}\right)-{\frac {\partial V}{\partial q^{j}}}},
pak lze díky linearitě derivací vše převést na jednu stranu a dostat následující rovnici.
{\displaystyle {\frac {d}{dt}}\left({\frac {\partial (T-V)}{\partial {\dot {q}}^{j}}}\right)-{\frac {\partial (T-V)}{\partial q^{j}}}=0}
Stačí zadefinovat lagrangián jako {\displaystyle L=T-V} a dostáváme Lagrangeovu rovnici II. druhu ve stejném tvaru jako výše. Pokud příslušný zobecněný potenciáln neexistuje, rovnice se uvádí ve tvaru s {\displaystyle Q_{j}} na pravé straně.

## Příklad: Matematické kyvadlo ve 2D

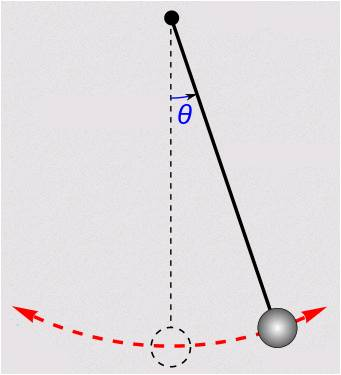
Matematické kyvadlo.

Matematické kyvadlo je model jednoho hmotného bodu v homogenním gravitačním poli, který je mechanickou vazbou držen v konstantní vzdálenosti od pevného bodu (závěsu). Hmotný bod je schopen jen pohybu po kružnici. Nechť hmotnost bodu je {\displaystyle m}, délka závěsu je {\displaystyle l} a gravitační zrychlení je {\displaystyle g}.

### Formulace úlohy v Lagrangeovském formalismu
Nejprve si zvolíme vhodné souřadnice. Počet potřebných parametrů pro popis pohybu částice je podle vzorce výše roven
{\displaystyle N=D\cdot n-v=2\cdot 1-1=1}.
Místo dvou kartézských souřadnic tak je třeba jen jediná souřadnice. Úlohu převedeme do polárních souřadnic. Pro jednoduchost si zvolme počátek souřadnic (x,y)=(0,0) v místě závěsu.
{\displaystyle (x,y)\to (r,\theta )}
{\displaystyle (x,y)=(r\sin(\theta ),-r\cos(\theta ))}
V každém bodě kružnice, po které se bod kyvadla může pohybovat, je vzdálenost od počátku konstantní {\displaystyle r=l}. Pohyb kyvadla tak závisí pouze na souřadnici {\displaystyle \theta }. Zvolme si {\displaystyle q} jako úhel {\displaystyle \theta }.
{\displaystyle q=\theta }
Tento úhel svírá kyvadlo s vertikálou (viz obrázek). Na volbě počátku pro úhel nezáleží, výsledný pohyb kyvadla by byl stejný.

### Získání lagrangiánu
Každý systém má svůj charakteristický lagrangián. V konzervativních systémech s holonomními vazbami má lagrangián obvyklý tvar {\displaystyle L=T-V} (kinetická minus potenciální energie).
Lagrangián chceme vyjádřit pomocí zobecněných souřadnic a ne pomocí těch kartézských.
{\displaystyle x=l\sin(\theta );~y=-l\cos(\theta )}
{\displaystyle {\dot {x}}={\frac {dx}{dt}}={\frac {\partial x}{\partial \theta }}{\frac {d\theta }{dt}}=l\cos(\theta ){\dot {\theta }};~{\dot {y}}={\frac {dy}{dt}}={\frac {\partial y}{\partial \theta }}{\frac {d\theta }{dt}}=l\sin(\theta ){\dot {\theta }}}
{\displaystyle T(x,y)={\frac {1}{2}}m\left(\left({\dot {x}}\right)^{2}+\left({\dot {y}}\right)^{2}\right)={\frac {1}{2}}m\left(\cos ^{2}(\theta )+\sin ^{2}(\theta )\right)l^{2}{\dot {\theta }}^{2}={\frac {1}{2}}ml^{2}{\dot {\theta }}^{2}}
{\displaystyle V(y)=gy=-gl\cos(\theta )}
{\displaystyle L=T-V={\frac {1}{2}}ml^{2}{\dot {\theta }}^{2}+gl\cos(\theta )}

### Odvození pohybové rovnice
Získaný lagrangián stačí dosadit do Lagrangeovy rovnice. Spočtěme si nejdříve jednotlivé členy.
{\displaystyle {\frac {\partial L}{\partial {\dot {q}}}}={\frac {\partial L}{\partial {\dot {\theta }}}}=ml^{2}{\dot {\theta }}}
{\displaystyle {\frac {d}{dt}}\left({\frac {\partial L}{\partial {\dot {\theta }}}}\right)=ml^{2}{\ddot {\theta }}}
{\displaystyle {\frac {\partial L}{\partial q}}={\frac {\partial L}{\partial \theta }}=-mgl\sin(\theta )}
Máme jedinou zobecněnou souřadnici, dostaneme proto právě jednu pohybovou rovnici.
{\displaystyle {\frac {d}{dt}}\left({\frac {\partial L}{\partial {\dot {q}}}}\right)-{\frac {\partial L}{\partial q}}=ml^{2}{\ddot {\theta }}+mgl\sin(\theta )=0}
Rovnici můžeme vydělit {\displaystyle ml^{2}}
{\displaystyle {\ddot {\theta }}+{\frac {g}{l}}\sin(\theta )=0}
Toto je naše výsledná pohybová rovnice kyvadla, která jednoznačně určuje pohyb kyvadla (pokud zadáme počáteční podmínky). Jedná se o stejnou pohybovou rovnici, jakou bychom dostali při řešení úlohy v Newtonově formalismu. Lagrangeův formalismus dává své přednosti najevo zejména při řešení úloh komplikovanějšího charakteru.

### Řešení pohybové rovnice
jedná se nelineární diferenciální rovnici 2. řádu, která nemá analytické řešení. Její řešení zapisujeme pomocí tzv. eliptického integrálu I. druhu.
Pro malé hodnoty {\displaystyle \theta \approx 0} ale můžeme napsat přibližné řešení díky aproximaci.
{\displaystyle \sin(\theta )\approx \theta \implies {\ddot {\theta }}+{\frac {g}{l}}\theta =0}
Jedná se o rovnici harmonického oscilátoru a její řešení je 
{\displaystyle \theta =A\sin \left(t{\sqrt {\frac {g}{l}}}\right)+B\cos \left(t{\sqrt {\frac {g}{l}}}\right)}.
Konstanty {\displaystyle A,B} určíme pomocí zadaných počátečních podmínek. Z řešení je zřejmé, že frekvecne kyvadla v přibližném řešení nezávisí na amplitudě kyvu a perioda kyvu {\displaystyle T} je 
{\displaystyle T=2\pi {\sqrt {\frac {l}{g}}}}.